# 阿久比町

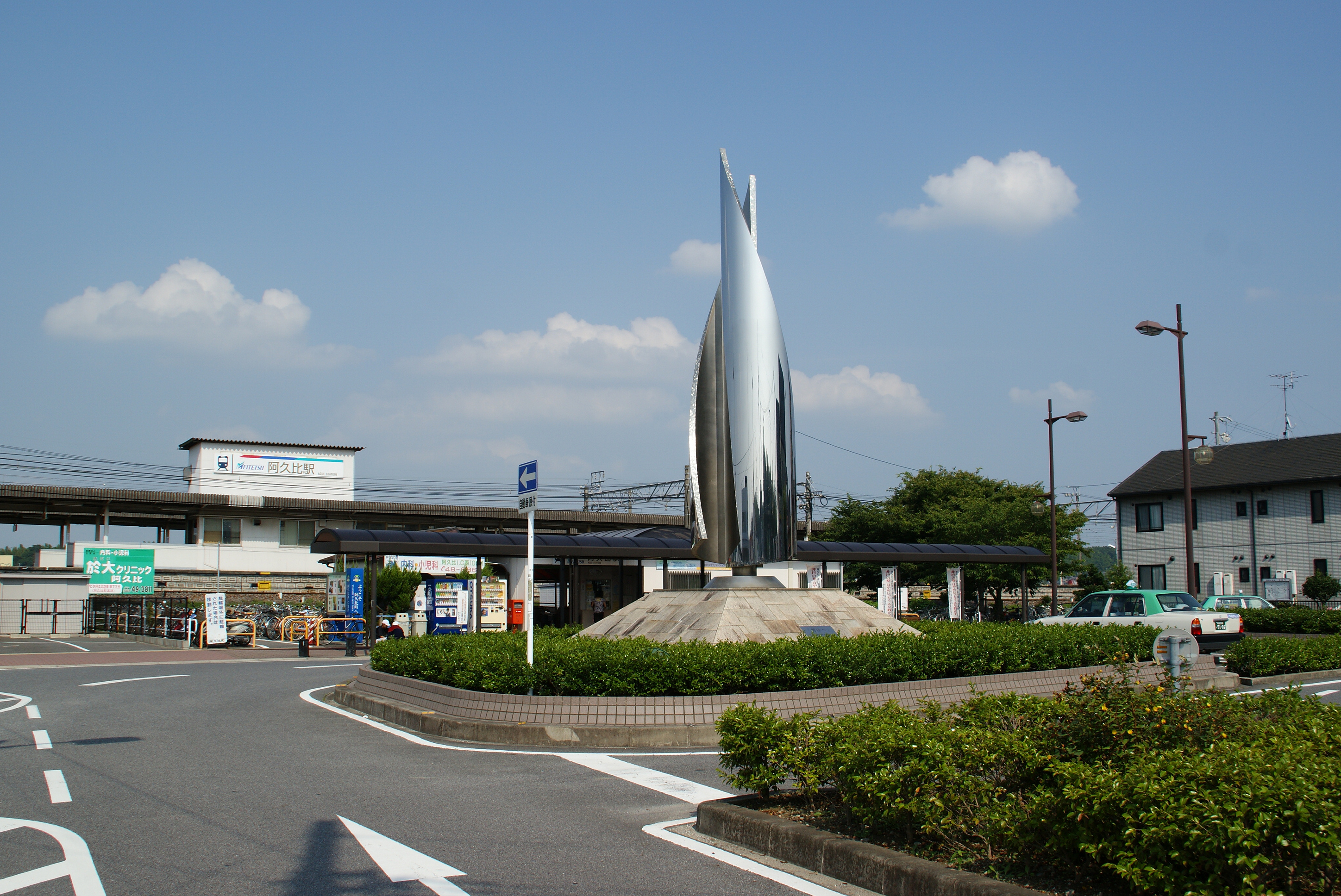
阿久比駅前

阿久比町（あぐいちょう）は、愛知県の南部に位置し、知多郡に属する町。
知多半島のほぼ中央部に位置する。知多半島にある10自治体のうち、当町と大府市のみ海に面していない。

## ホタルの町
町をあげて1983年（昭和58年）より様々な取り組みを行い、「自然と人間の共生　ホタルを守ろう」を合言葉に「ホタル飛び交う住みよい環境づくり」を目指し、町民の協力による町内全域にわたる生息分布調査や町内の小学校での人工飼育、「ふれあいの森」内の「ホタル養殖場」での調査研究を行っている。1994年（平成6年）7月1日に町制50周年記念事業として開催された「ほたるサミットあぐい’94」を記念し、翌年より同日を「あぐいほたるの日」と制定した。

## 地理
地域全体を指して古くは「英比（あぐい）谷」と呼ばれ、伊勢湾にも三河湾にも面しておらず、丘陵とその間の狭小な盆地からなっている。町の中心の南北には北の東浦町から南の半田市に向かって流れる阿久比川に沿って名鉄河和線と県道55号が走っており、町の南北軸になっている。

### 地形
町南部にあって半田市と接する植大地区は、隣接する半田市岩滑地区出身の童話作家、新美南吉の作品の舞台としてたびたび登場する。権現山という名前で呼ばれている小山や、半田市との市境を流れる阿久比川支流の矢勝川は「ごんぎつね」の舞台のモデルとされ、ごんぎつねの「ごん」は権現山の「ごん」から取ったとも言われる。また矢勝川の水源である半田池は、「おぢいさんのランプ」に実名で登場する池である。
町内の海抜の最高地点は植大陶ヶ峯地内の74.7メートル、最低地点は横松字前田地内の0.1メートルである。

#### 山地
主な山
- 権現山

#### 河川
主な川
- 矢勝川
- 阿久比川

#### 湖沼
主な池
- 半田池

### 町内の地名
- 阿久比
- 椋岡
- 矢高
- 植大
- 横松 (旧東阿久比村)
- 萩 (旧東阿久比村)
- 宮津 (旧東阿久比村)
- 板山 (旧東阿久比村)
- 福住 (旧東阿久比村)
- 白沢 (旧上阿久比村)
- 草木 (旧上阿久比村)
- 卯坂 (旧上阿久比村)
- 陽なたの丘 (2011年、宮津・板山などの一部より成立[2])
- 卯坂南 (2013年、卯坂の一部より成立)
- 宮津1～4丁目 (2014年、宮津・卯坂の各一部より成立)

### 人口
| |                                          |  |
| 阿久比町と全国の年齢別人口分布（2005年） | 阿久比町の年齢・男女別人口分布（2005年） |  |
| ■紫色 ― 阿久比町 ■緑色 ― 日本全国 | ■青色 ― 男性 ■赤色 ― 女性                |  |
| 阿久比町（に相当する地域）の人口の推移 \| 1970年（昭和45年） \| 18,499人 \| \| \| 1975年（昭和50年） \| 20,867人 \| \| \| 1980年（昭和55年） \| 20,880人 \| \| \| 1985年（昭和60年） \| 23,341人 \| \| \| 1990年（平成2年） \| 23,932人 \| \| \| 1995年（平成7年） \| 23,890人 \| \| \| 2000年（平成12年） \| 24,028人 \| \| \| 2005年（平成17年） \| 24,577人 \| \| \| 2010年（平成22年） \| 25,466人 \| \| \| 2015年（平成27年） \| 27,747人 \| \| \| 2020年（令和2年） \| 28,383人 \| \| |                                          |  |
| 総務省統計局 国勢調査より |                                          |  |
| 1970年（昭和45年） | 18,499人                                 |  |
| 1975年（昭和50年） | 20,867人                                 |  |
| 1980年（昭和55年） | 20,880人                                 |  |
| 1985年（昭和60年） | 23,341人                                 |  |
| 1990年（平成2年） | 23,932人                                 |  |
| 1995年（平成7年） | 23,890人                                 |  |
| 2000年（平成12年） | 24,028人                                 |  |
| 2005年（平成17年） | 24,577人                                 |  |
| 2010年（平成22年） | 25,466人                                 |  |
| 2015年（平成27年） | 27,747人                                 |  |
| 2020年（令和2年） | 28,383人                                 |  |

### 隣接する自治体
愛知県
- 東 - 知多郡東浦町
- 北 - 知多市
- 西 - 常滑市
- 南 - 半田市

## 歴史
「あぐい」の地名が残る最古の記録は、藤原宮跡から出土した甲午年（西暦694年）記年の木簡で、「阿具比里」と記されていた。その後、平城京の木簡に実例がある、漢字二字による当て字として「英比」が用いられるようになり、平安時代以降は知多郡英比郷と呼ばれ、また阿古屋、安古居など様々な用字で書かれた。
中世の後期、この地の支配者として久松氏という菅原姓を名乗る武士が歴史に登場する。久松氏の系譜によれば、久松氏が当地に根付いたのは南北朝時代に後醍醐天皇に仕えた菅原定長の子、定範が尾張国知多郡目代に任ぜられて英比郷に土着したのに始まるといい、久松の名字は、定長の先祖である菅原雅規が幼名の久松麿を名乗っていたとき、901年（昌泰4年）1月に祖父の菅原道真が失脚したのに連座して流された先が尾張国の英比であったという縁によるとされている。
久松氏は16世紀中頃の織田信秀・信長父子の時代には、緒川（現在の東浦町）を本拠地とする水野氏の傘下にあった。坂部城主である久松俊勝は、水野忠政の娘で松平広忠と離縁させられた於大を妻とした。のちに於大と先夫との間の子である徳川家康が織田氏と同盟を結んで独立の大名になった縁から、於大が俊勝との間に生んだ息子たちは徳川氏に仕えて当地を離れ、江戸時代には譜代大名になった。一方、阿久比に残った久松俊勝の長男信俊は、1577年（天正5年）に当時、織田信長のもとで尾張南部の諸将を統率していた上司の佐久間信盛の怨みを買って殺され、阿久比の久松氏は断絶している。
江戸時代には、現在の町域には横松、萩、宮津、板山、福住、白沢、草木、卯之山、坂部、稗之宮、椋原、角岡、矢口、高岡、植、大古根の諸村があった。これを俗に「英比谷（又は阿久比谷）16か村」と呼ぶ。これらは明治の合併により阿久比村となり、またこの時に「あぐい」の用字として「阿久比」が定着する。1889年（明治22年）10月には、阿久比村、上阿久比村、東阿久比村の3か村に分かれていたが、1906年（明治39年）5月に再合併した。人口の増加により、1953年（昭和28年）1月1日に阿久比村は町制施行して阿久比町となった。

### 変遷
| 郡       | 明治22年以前 | 明治22年以前 | 明治22年以前 | 明治22年10月1日 | 明治22年 - 明治45年          | 大正元年 - 大正15年 | 昭和元年 - 昭和64年          | 平成元年 - 現在 | 現在     |
| -------- | ------------ | ------------ | ------------ | --------------- | ---------------------------- | ------------------- | ---------------------------- | --------------- | -------- |
| 知 多 郡 | 稗之宮村     | 阿久比村     | 阿久比村     | 阿久比村        | 明治39年5月1日 合併 阿久比村 | 阿久比村            | 昭和28年1月1日 町制 阿久比町 | 阿久比町        | 阿久比町 |
| 知 多 郡 | 椋原村       | 阿久比村     | 椋岡村       | 阿久比村        | 明治39年5月1日 合併 阿久比村 | 阿久比村            | 昭和28年1月1日 町制 阿久比町 | 阿久比町        | 阿久比町 |
| 知 多 郡 | 角岡村       | 阿久比村     | 椋岡村       | 阿久比村        | 明治39年5月1日 合併 阿久比村 | 阿久比村            | 昭和28年1月1日 町制 阿久比町 | 阿久比町        | 阿久比町 |
| 知 多 郡 | 矢口村       | 阿久比村     | 矢高村       | 阿久比村        | 明治39年5月1日 合併 阿久比村 | 阿久比村            | 昭和28年1月1日 町制 阿久比町 | 阿久比町        | 阿久比町 |
| 知 多 郡 | 高岡村       | 阿久比村     | 矢高村       | 阿久比村        | 明治39年5月1日 合併 阿久比村 | 阿久比村            | 昭和28年1月1日 町制 阿久比町 | 阿久比町        | 阿久比町 |
| 知 多 郡 | 植村         | 阿久比村     | 植大村       | 阿久比村        | 明治39年5月1日 合併 阿久比村 | 阿久比村            | 昭和28年1月1日 町制 阿久比町 | 阿久比町        | 阿久比町 |
| 知 多 郡 | 大古根村     | 阿久比村     | 植大村       | 阿久比村        | 明治39年5月1日 合併 阿久比村 | 阿久比村            | 昭和28年1月1日 町制 阿久比町 | 阿久比町        | 阿久比町 |
| 知 多 郡 | 卯之山村     | 阿久比村     | 卯坂村       | 上阿久比村      | 明治39年5月1日 合併 阿久比村 | 阿久比村            | 昭和28年1月1日 町制 阿久比町 | 阿久比町        | 阿久比町 |
| 知 多 郡 | 坂部村       | 阿久比村     | 卯坂村       | 上阿久比村      | 明治39年5月1日 合併 阿久比村 | 阿久比村            | 昭和28年1月1日 町制 阿久比町 | 阿久比町        | 阿久比町 |
| 知 多 郡 | 草木村       | 阿久比村     | 草木村       | 上阿久比村      | 明治39年5月1日 合併 阿久比村 | 阿久比村            | 昭和28年1月1日 町制 阿久比町 | 阿久比町        | 阿久比町 |
| 知 多 郡 | 白沢村       | 阿久比村     | 白沢村       | 上阿久比村      | 明治39年5月1日 合併 阿久比村 | 阿久比村            | 昭和28年1月1日 町制 阿久比町 | 阿久比町        | 阿久比町 |
| 知 多 郡 | 宮津村       | 阿久比村     | 宮津村       | 東阿久比村      | 明治39年5月1日 合併 阿久比村 | 阿久比村            | 昭和28年1月1日 町制 阿久比町 | 阿久比町        | 阿久比町 |
| 知 多 郡 | 福住村       | 阿久比村     | 福住村       | 東阿久比村      | 明治39年5月1日 合併 阿久比村 | 阿久比村            | 昭和28年1月1日 町制 阿久比町 | 阿久比町        | 阿久比町 |
| 知 多 郡 | 板山村       | 阿久比村     | 板山村       | 東阿久比村      | 明治39年5月1日 合併 阿久比村 | 阿久比村            | 昭和28年1月1日 町制 阿久比町 | 阿久比町        | 阿久比町 |
| 知 多 郡 | 萩村         | 阿久比村     | 萩村         | 東阿久比村      | 明治39年5月1日 合併 阿久比村 | 阿久比村            | 昭和28年1月1日 町制 阿久比町 | 阿久比町        | 阿久比町 |
| 知 多 郡 | 横松村       | 阿久比村     | 横松村       | 東阿久比村      | 明治39年5月1日 合併 阿久比村 | 阿久比村            | 昭和28年1月1日 町制 阿久比町 | 阿久比町        | 阿久比町 |

## 政治

### 行政
町長
- 町長：田中清高（2022年12月18日就任、1期目）[3]

| 代 | 氏名     | 在職期間                          | 備考 |
| -- | -------- | --------------------------------- | ---- |
| 1  | 榎本 茂  | 昭和24年5月1日~昭和28年4月30日    |      |
| 2  | 田中章一 | 昭和28年5月1日~昭和35年12月24日   |      |
| 3  | 新美鑑一 | 昭和36年1月19日~昭和37年12月26日  |      |
| 4  | 新美賢一 | 昭和38年2月4日~昭和41年11月23日   |      |
| 5  | 新美 博  | 昭和41年12月18日~昭和45年12月17日 |      |
| 6  | 榊原好三 | 昭和45年12月18日~昭和53年12月17日 |      |
| 7  | 山内和夫 | 昭和53年12月18日~平成10年12月17日 |      |
| 8  | 石川 桂  | 平成10年12月18日~平成14年12月17日 |      |
| 9  | 竹内啓二 | 平成14年12月18日~令和4年12月17日  |      |
| 10 | 田中清高 | 令和4年12月18日~                  | 現職 |

#### 庁舎

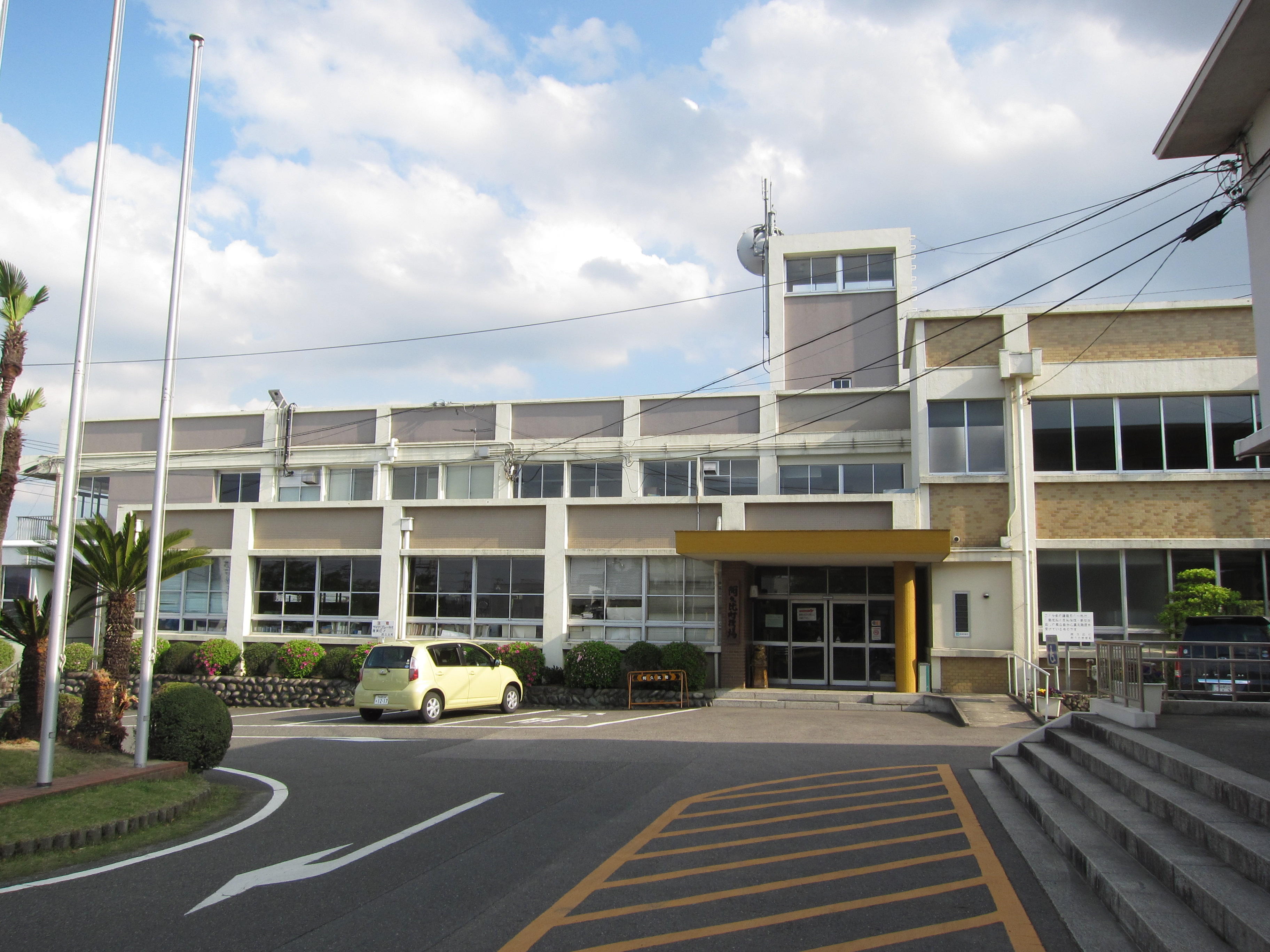
1959年以来使われていた庁舎

近い将来想定されている東海地震・東南海地震・南海地震に備え、1959年築の庁舎の老朽化や耐震不足などの耐震性調査を行ったところ、基準値を大幅に下回ることが判明し、新庁舎建設の必要性が高まった。2017年（平成29年）3月を工事完成目標として、2013年（平成25年）12月より、中央公民館南館の解体工事から順次進められた。
2017年3月30日に以下の3施設が完成し、完成記念式典と内覧会が行なわれた。存置となった中央公民館からレストラン棟までを「縁側テラス」と名づけられた白いテラス（阿久比川を表している）で結ぶように繋いだデザインとなった。
- 庁舎棟（他施設より先行して建設が開始され、役場業務が滞らないようギリギリまで旧庁舎で業務を行い、年末年始の休み中に引っ越し、同年1月4日に竣工式が行われ、旧庁舎解体工事に取り掛かった[7]）
- 多目的ホール「アグピアホール」
- カフェ＆レストラン「桜坂」

また、同年4月8日には、リニューアルされた庁舎前広場周辺を使って完成記念行事（町内の山車勢揃い祝い込み・餅つき・餅投げ）が行われ、「アグピアホール」こけら落とし記念コンサートとして、ケイコ・リー（阿久比高校卒）によるジャズコンサートが催された。

#### 広域行政
- 東部知多衛生組合

#### 市町村合併
南の半田市との編入合併を推す意見もあったが、2004年12月26日に、合併特例法に基づく半田市との合併協議会設置の賛否を問う住民投票が実施され、その結果、反対多数となり、協議会は設置されないこととなった。結果、中部国際空港を生かした知多半島10自治体合併構想は、1つも実現しなかった。

## 施設

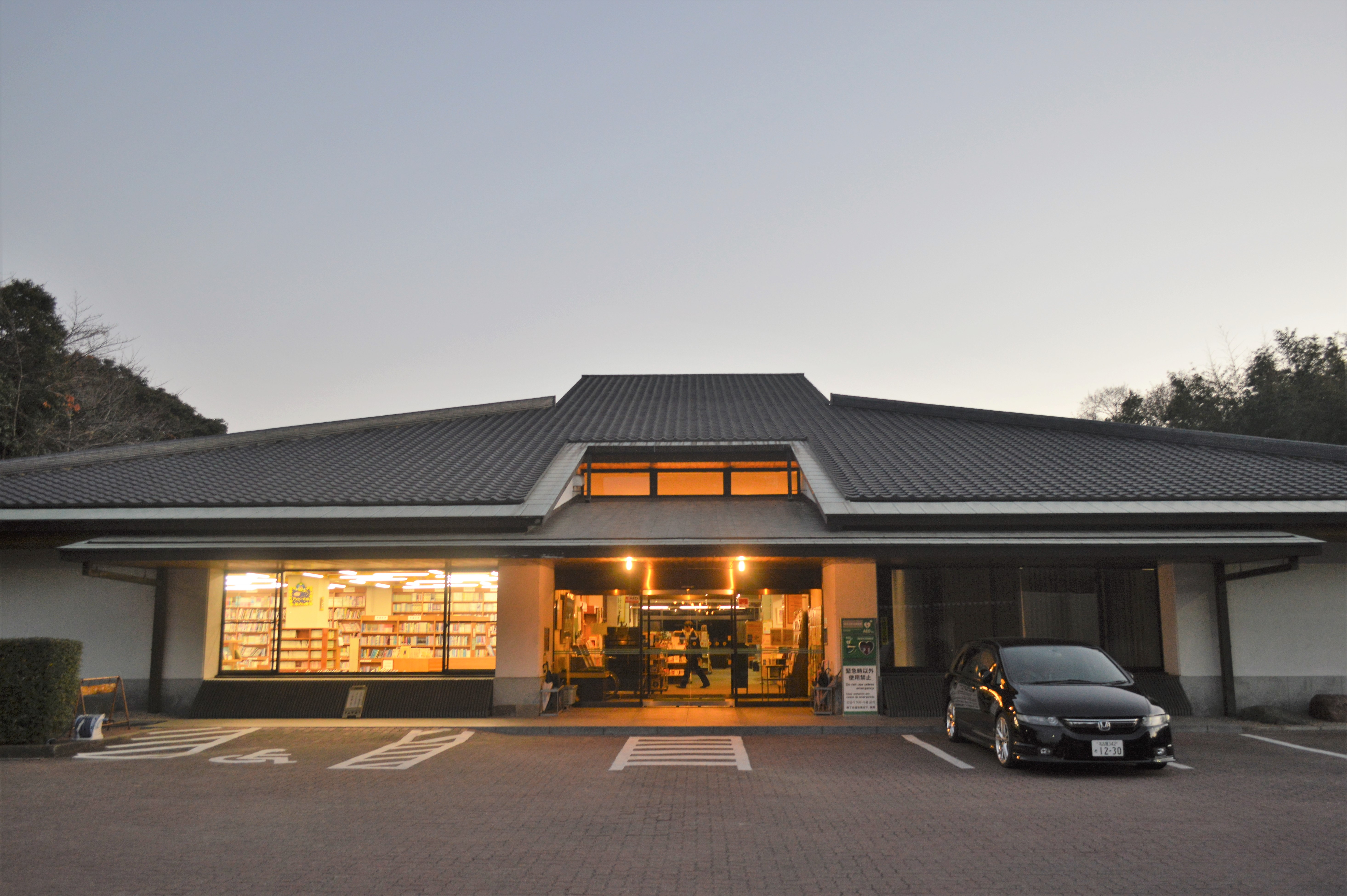
阿久比町立図書館

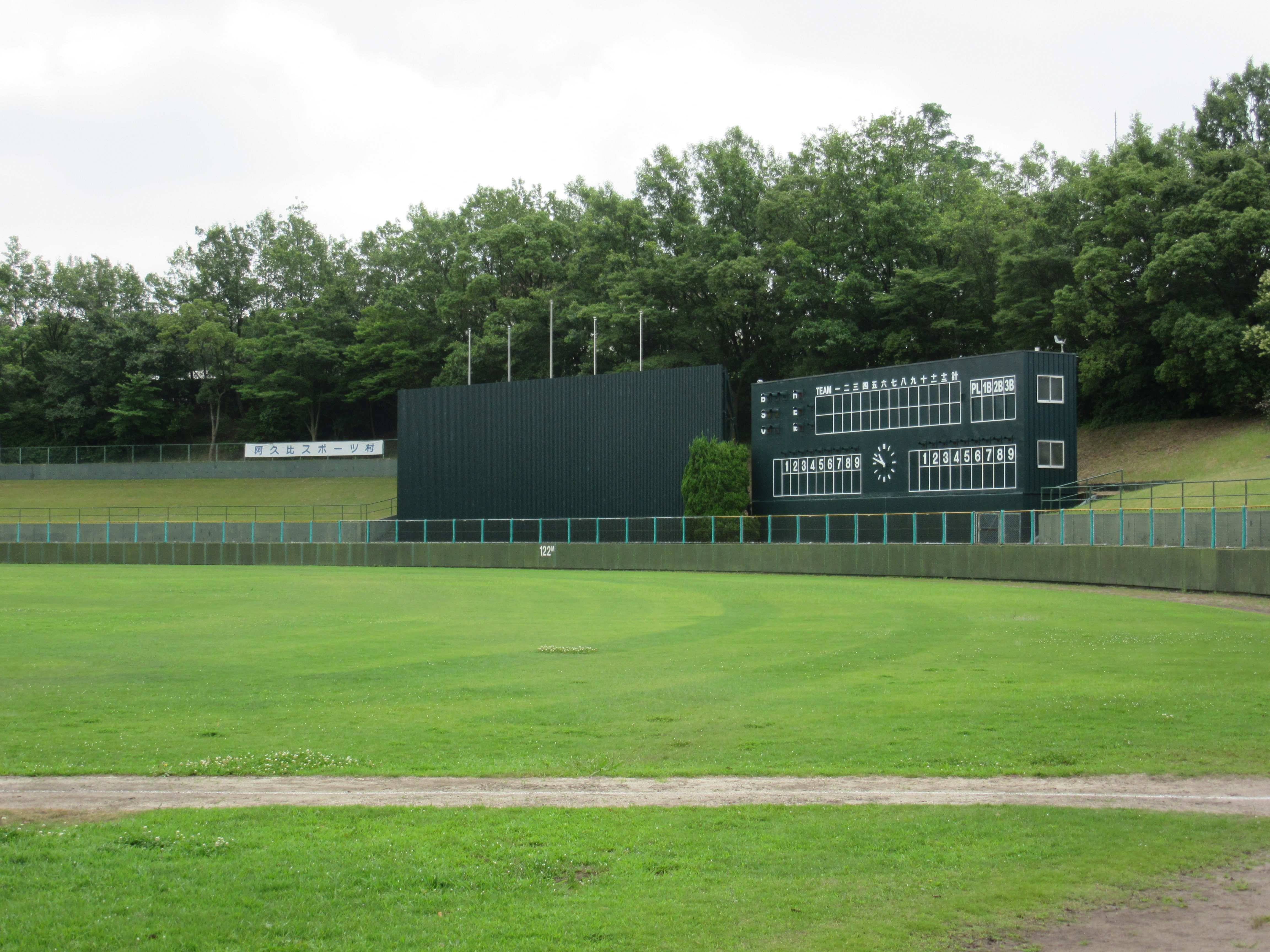
阿久比球場

### 警察
本部
- 愛知県警察 半田警察署

交番
- 阿久比交番（知多郡阿久比町）

### 消防
本部
- 知多中部広域事務組合消防本部

消防署
- 阿久比支署（知多郡阿久比町大字卯坂字古見堂48番地）

### 健康福祉施設
- オアシスセンター（保健センターと高齢者生きがい活動施設を併設した施設）
- 勤労福祉センター
- 子ども総合支援センター（子育て支援センター『あぐぴっぴ』・教育相談センター）

### 図書館
- 阿久比町立図書館

開館は1983年7月18日。当時の蔵書数は25,171冊だった。1986年には日本図書館協会建築賞を受賞し、1992年には日本図書館協会の優秀図書館賞を受賞した。建物は鉄筋コンクリート造2階建。延床面積は1,429.149m2。2015年度末の蔵書冊数は105,326点、貸出冊数は187,509点であり、同年度末時点の人口が28,372人であるため、1人あたり貸出冊数は6.6点である。

### 郵便局
主な郵便局
- 阿久比郵便局

### 運動施設
- 阿久比町立阿久比スポーツ村
  - 阿久比町立阿久比スポーツ村野球場（旧名鉄阿久比グラウンド）
  - 阿久比スポーツ村陸上競技場
- 草木グラウンド
- 白沢グラウンド
- ふれあいの森（広場・公園・デイキャンプ場・パターゴルフ場・体育室などのある複合レジャー施設）。

### 主な商業施設
- アピタ阿久比店
  - テナントとしてDCM阿久比店を含む。
- ピアゴ阿久比北店（旧ユーストア阿久比店）

## 対外関係

### 姉妹都市・提携都市
2019年現在、姉妹都市・提携都市は存在しない。

#### 海外
フレンドシップ相手国
2005年に開催された愛知万博で、愛知県内の市町村（名古屋市を除く）が120の万博公式参加国をそれぞれ「一市町村一国フレンドシップ事業」としてフレンドシップ相手国として迎え入れた。
- ソロモン諸島

## 経済

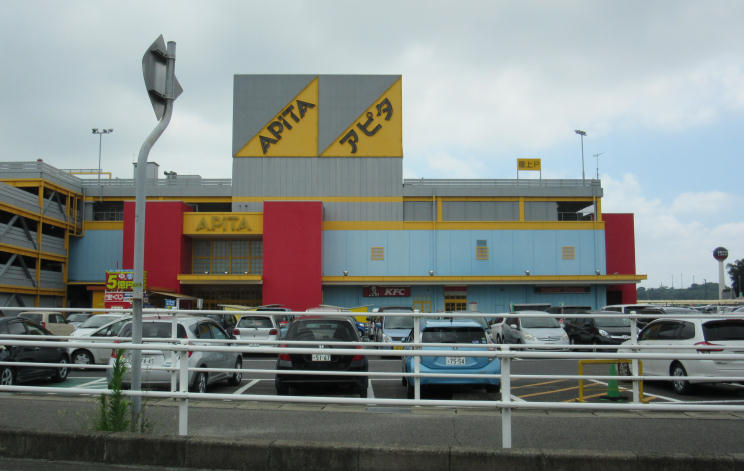
アピタ阿久比店

阿久比川を中心に田園風景が広がるが、名古屋鉄道の河和線や知多半島道路を通じて名古屋市の中心部に30分程度という好立地のため、工業団地や住宅団地も進出している。また、かつては阿久比スポーツ村にある阿久比球場を中日ドラゴンズの二軍が使用していた。
人口の増加に対して、この地域におけるショッピングの中心は長らく南の半田市にあった。しかし半田市に近い植大地区（都築紡績植大工場跡地）で、1999年に大型ショッピングモールのアピタ阿久比店が開店。映画館も併設され、新しい地域の中心になっている。また陽なたの丘として大規模宅地開発が行われ住宅地内にヤマナカ陽なたの丘店が開店したが、2019年6月23日に閉店した。

### 商業
主な商業施設
- アピタ阿久比店
- ヤマナカ陽なたの丘店　2019/06閉店
- ピアゴ阿久比北店
- カネスエ阿久比店

### 町内に本社・拠点を置く企業
- 名城食品 本社／名古屋工場
- 鶴弥 阿久比工場
- デンソー 阿久比製作所
- デンソーウェーブ 本社
- キクテック 中部事業所
- 松尾製作所 阿久比工場
- 中埜総合印刷 阿久比工場
- 河村工機製作所 阿久比工場
- 日成電機製作所 本社

## 教育・研究機関

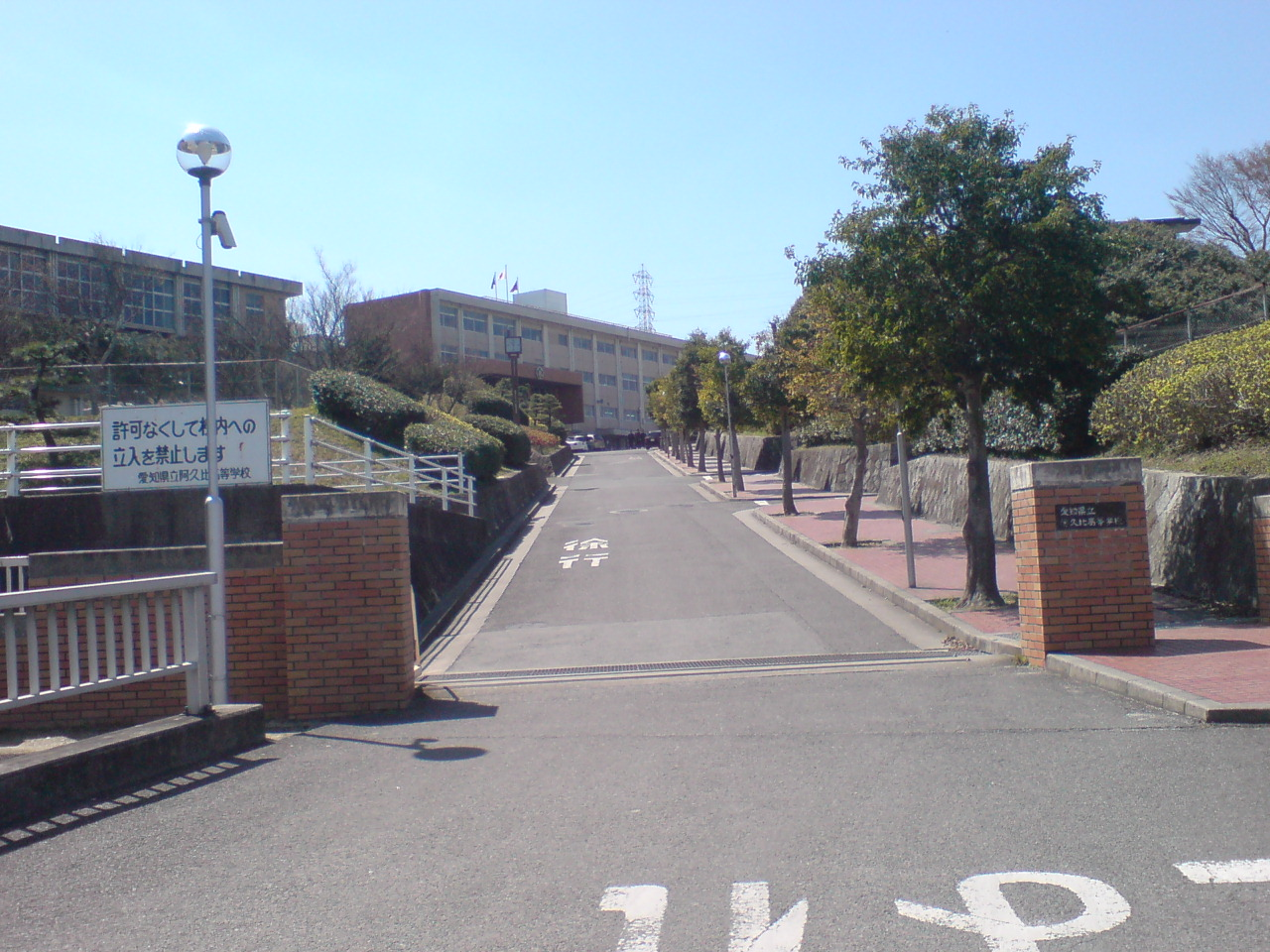
阿久比高校

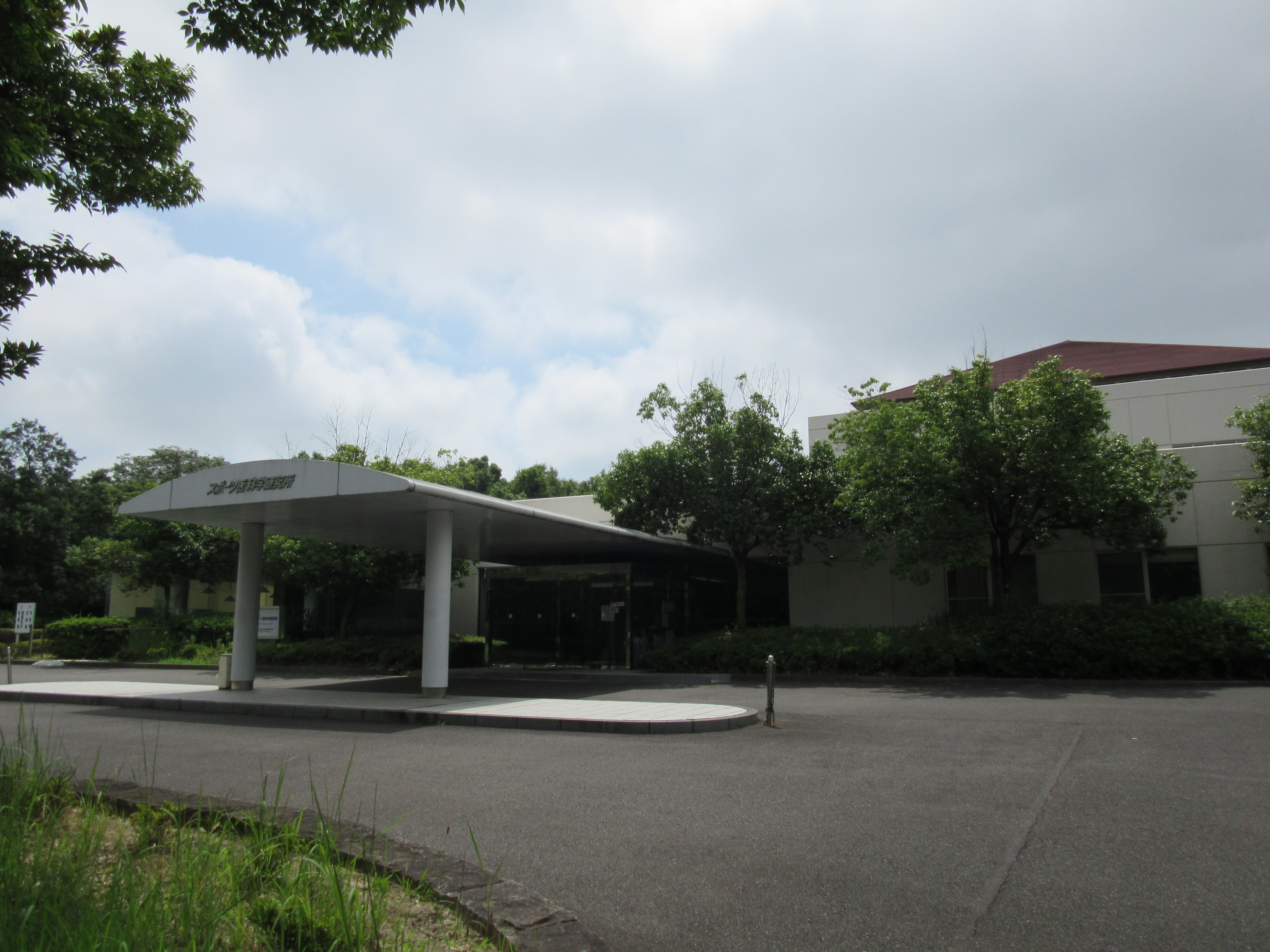
スポーツ医・科学研究所

愛知県教育委員会の制度に基づいて行われ、尾張学区に属し、調整区域には属さない。

### 高等学校
県立
- 愛知県立阿久比高等学校

### 中学校
町立
- 阿久比町立阿久比中学校

### 小学校
町立
- 阿久比町立南部小学校
- 阿久比町立英比小学校
- 阿久比町立草木小学校
- 阿久比町立東部小学校

### 幼稚園
- 阿久比町立ほくぶ幼稚園

### 研究施設
- スポーツ医・科学研究所

## 生活基盤
- 市外局番は町内全域で0569（半田MA）が使用される。
  - 市内局番は、主に40番台を使用する。
- 車検証の住所（使用者）が本町の自動車には、他の知多地域と同じく名古屋ナンバーが交付される。
- 本町を担当する中部電力の営業所は、半田営業所である[10]。

## 交通

### 鉄道
名古屋鉄道（名鉄）

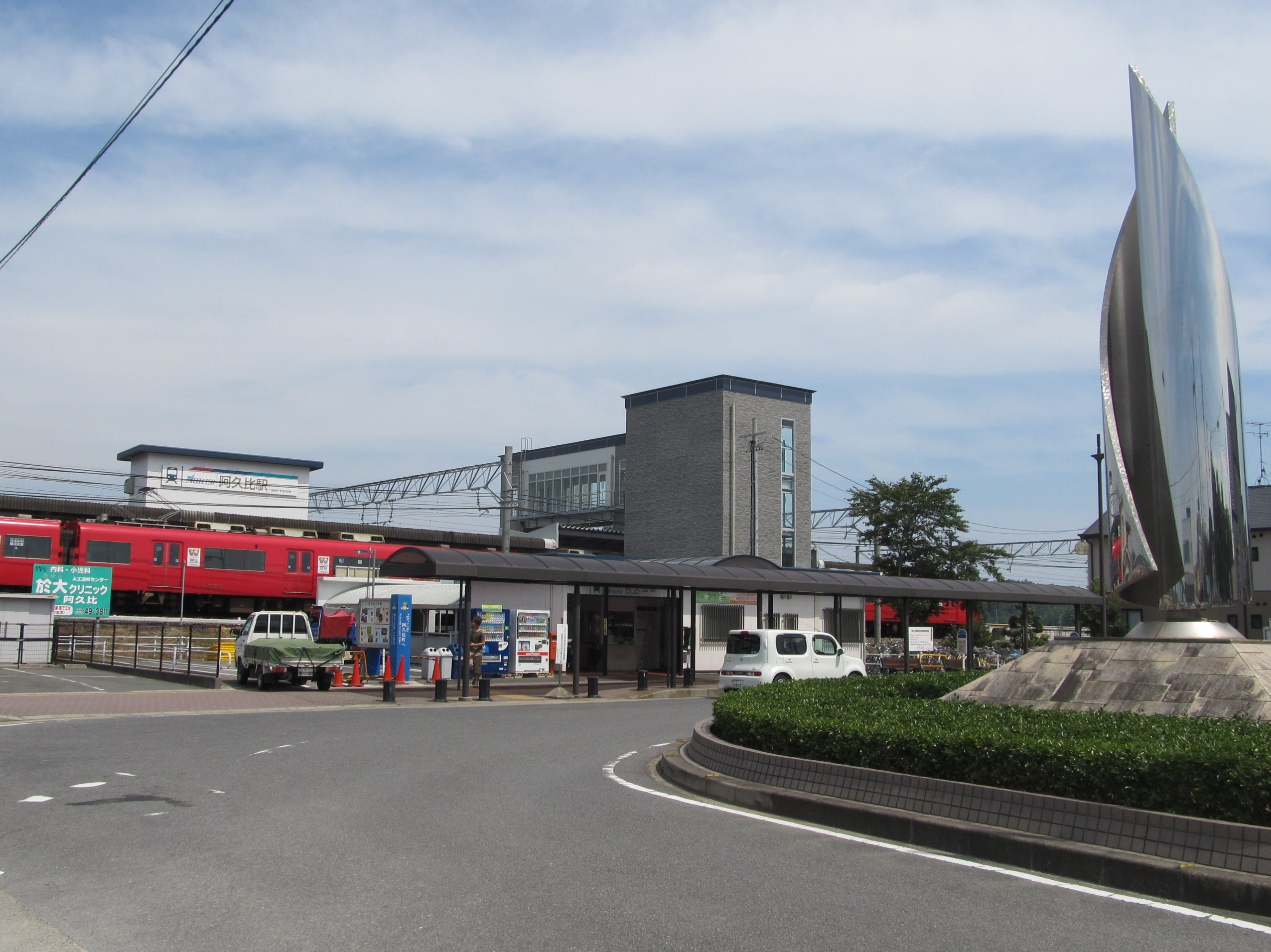
阿久比駅

■ 河和線：（名古屋･金山方面）- 白沢駅 - 坂部駅 - 阿久比駅 - 植大駅 -（知多半田･知多武豊方面）
巽ヶ丘駅（知多市）はホーム南側が阿久比町に跨っている。
- 町の中心となる駅：阿久比駅

### バス
路線バス
- 知多バス　東ケ丘団地線（町境付近を走行している。）

- 阿久比町循環バス「アグピー号」
  - 大興タクシーが受託運行するコミュニティバス。2011年10月1日より試験運行、翌年10月1日より本格運行している。1号車のブルーラインと2号車のオレンジラインの2路線がある。運賃は無料。年末年始を除いて毎日運行している。
- 2006年9月30日をもって町内を走る路線バスが無くなっていたが、アグピー号の運行開始により、バス路線が復活した。

### 道路
有料道路

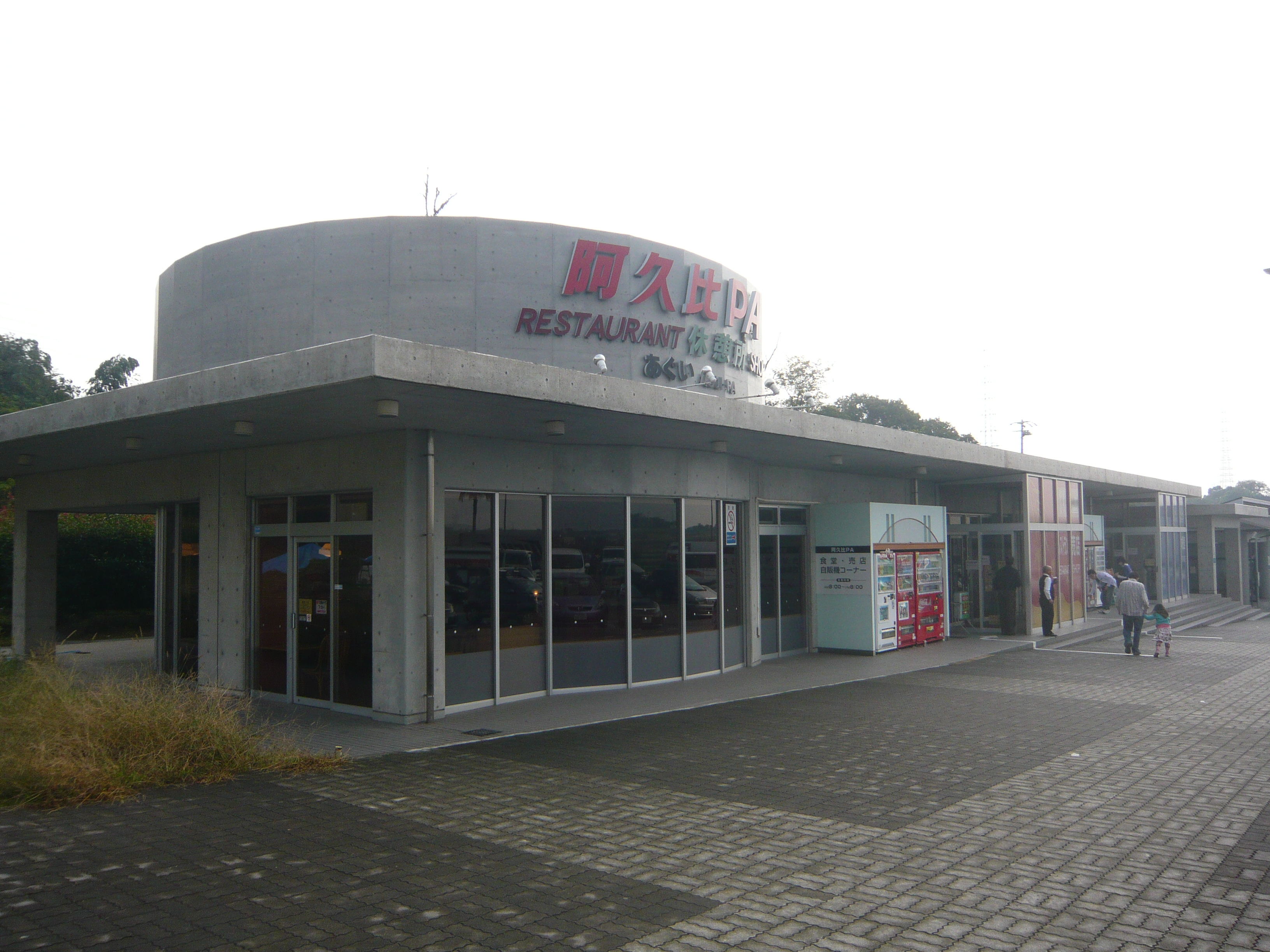
阿久比パーキングエリア

- 知多半島道路： 阿久比IC - 阿久比PA

国道
町内に国道は通っていない。
主要地方道
- 愛知県道46号西尾知多線
- 愛知県道55号名古屋半田線

一般県道
- 愛知県道254号白沢八幡線
- 愛知県道259号草木金沢線
- 愛知県道264号阿久比半田線
- 愛知県道464号南粕谷半田線
- 愛知県道469号東浦阿久比線
- 愛知県道511号武豊大府自転車道線（知多半島サイクリングロード）

### 橋梁
オアシス大橋
1989年（平成元年）に開通した、町役場前から東へ、町中心部と宮津団地地区を結ぶ、阿久比川と名鉄河和線を跨ぐように掛かる陸橋（全長560m）。同年11月には三笠宮寬仁親王・信子妃の出席のもと橋開通式が行なわれた。この橋の完成まで両地区は阿久比川と河和線で分断されており、行き来にはかなりの遠回りを強いられていた。欄干には蛍（電飾により蛍の尾部が点滅する）と歓喜の歌（第九）の音符のレリーフが配されている。

## 観光

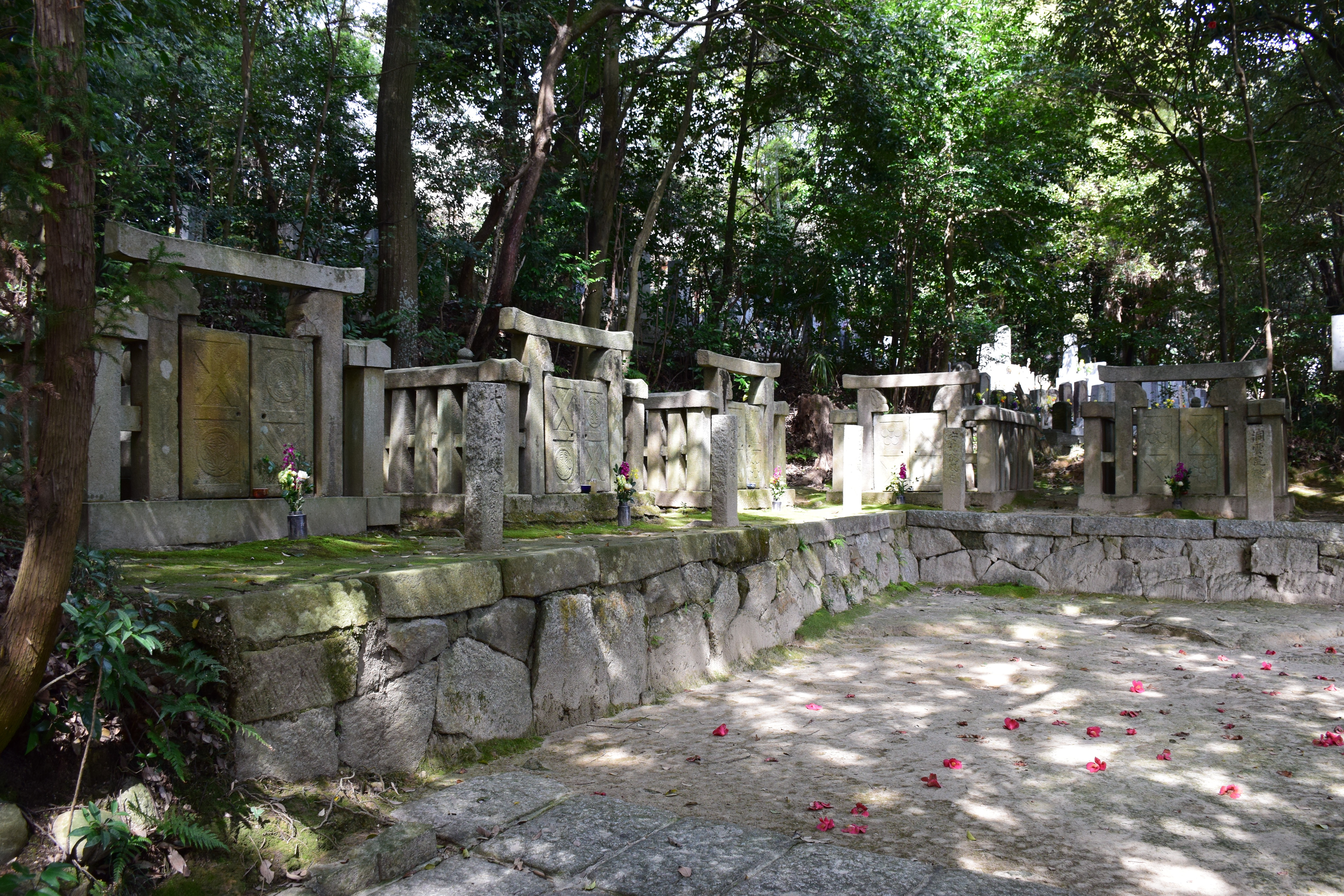
洞雲院にある久松松平家葬地

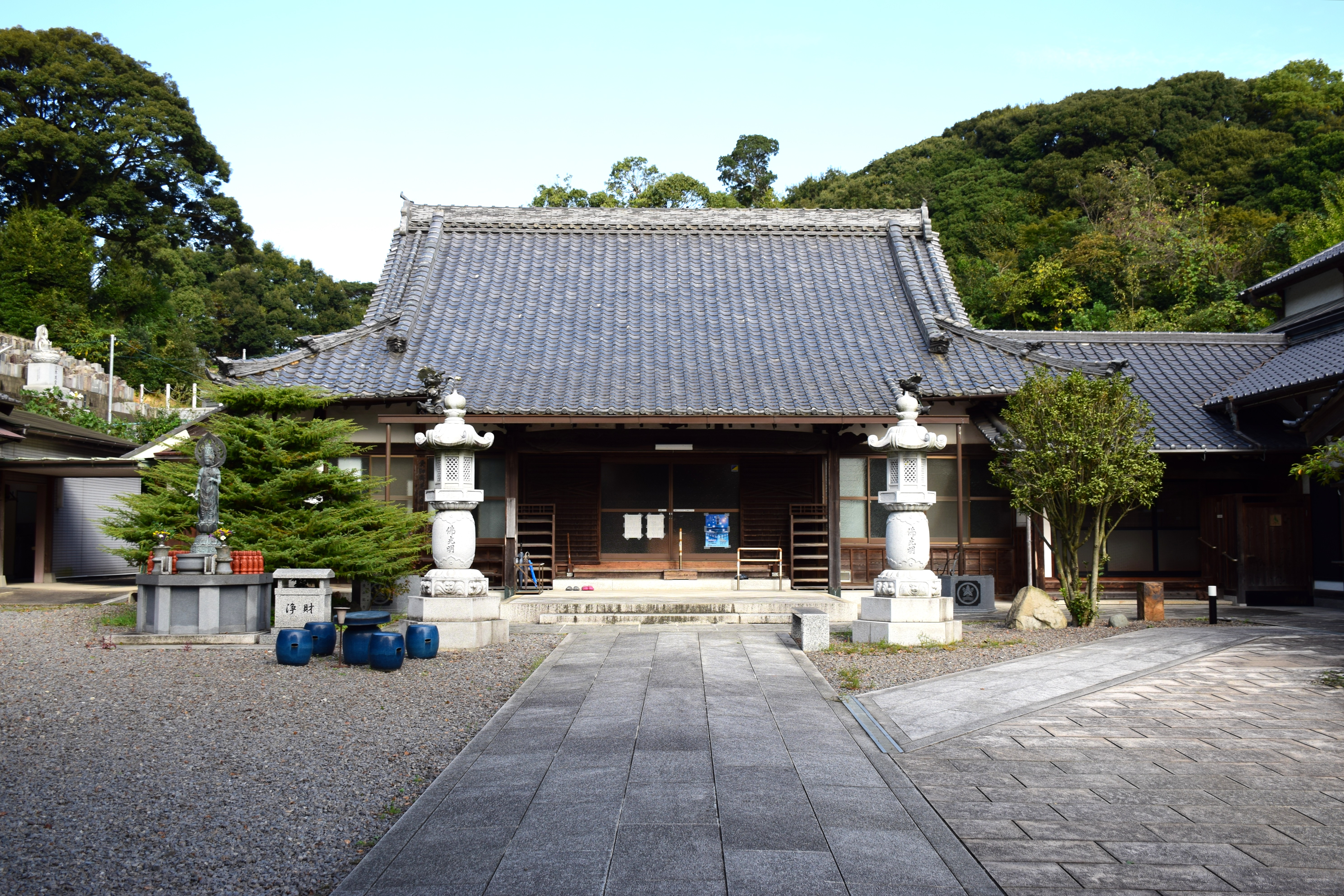
正盛院

### 名所・旧跡
主な城郭
- 坂部城跡 - 久松氏の居城跡。町指定文化財。現在は阿久比町立図書館横の城山公園となっている。別名：阿久比城・阿古屋城・阿古居城・英比城など
- 宮津城跡 - 新海氏の居城跡。現在は秋葉神社が祀られ、堀切が1つ残るのみとなっている。別名：柳審城

主な寺院
- 洞雲院 - 徳川家康の生母、於大の方が再嫁した久松松平家の菩提寺。
- 正盛院 - 寺号は創建に関わった栄信正盛尼（水野忠政の娘）に因む。
- 平泉寺

主な神社
主な遺跡
- 二子塚古墳（ふたごづかこふん） - 知多半島唯一の前方後円墳ともいわれ、阿久比川の沖積地に位置することより、古墳時代中頃（5世紀）のものと推測される。1980年7月1日、町指定文化財に指定された[11][12]。

主な史跡
- 板山長根古窯 - 1978年に発掘調査された古窯。平安時代末～鎌倉時代のものと推測。県指定文化財。

### 観光スポット
- 阿久比町立阿久比スポーツ村
  - 阿久比町立阿久比スポーツ村野球場（旧名鉄阿久比グラウンド）
- ふれあいの森（広場・公園・デイキャンプ場・パターゴルフ場・体育室などのある複合レジャー施設）。
- 花かつみ園
  - 阿久比町北西部の下芳池に自生していたノハナショウブを「幻の花・花かつみ」とし、栽培地を公園として整備したもの[13]。

## 文化

### 祭事・催事
- 横松の祭礼 - 神明社の祭礼で、4月の第4日曜日と前日の土曜日に行われることが多い。知多型の山車が1台ある。
- 萩の祭礼 - 大山祇神社の祭礼で、毎年4月の第2日曜日と前日の土曜日に行われる。地区には「大山車（おおやまぐるま）」と呼ばれる知多型の山車（地元では「おくるま」と呼ぶ。）が1台あり、狭い地区内の道を曳きまわす。神社が丘の中腹にあり、境内から一気に曳き下ろされるさまは「萩の坂下ろし」と呼ばれ、近隣のみならず、遠くは大阪や静岡からもリピーターがやって来る。また、かつて荷物を荷車などで運搬していた頃には、近隣では坂道を登る際に先に綱をつけて引っ張っている様子を「萩のお祭りみたい」と表現した。
- 宮津の祭礼 - 熱田社の祭礼で、4月の第3日曜日と前日の土曜日に行われる。南組・北組にそれぞれ知多型の山車（地元では「おくるま」と呼ぶ。）が1台あり、地区内を曳きまわされる。
- 大古根の祭礼 - 八幡神社の祭礼で、4月の第3日曜日と前日の土曜日に行われることが多い。知多型の山車が1台ある。
- 虫供養 - 毎年秋の彼岸のお中日（9月23日）に、町内の13の地区を輪番で回る年中行事。愛知県の無形民俗文化財に指定されている。
- おせんぼ - 洞雲院で毎年3月中旬の日曜日に行われる。正式には「観音懺摩法会（かんのんせんまほうえ）」といい、徳川家康の生母「於大の方」が「戦国の女性の哀しみが二度とおきないように」と、洞雲院で祈願したのが始まりだと言われている。

### 名物
- ヘイケボタル - 自然豊かな阿久比町を象徴する生物。自然繁殖している個体群が存在する他、ふれあいの森に養殖場を設置している[14]。
- アコヤガイ - 阿古屋は現在の阿久比町の古い地名で、この辺りで採れた真珠を「阿古屋珠（あこやだま）」と呼んだことから、真珠のことも阿古屋と呼ぶようになったとされる[要出典]。

### 娯楽
- ユナイテッド・シネマ阿久比 - アピタ阿久比店の敷地内にある映画館（シネコン）。9スクリーン。2000年7月20日にオープン。

## 出身著名人
- 久松俊勝（戦国武将。徳川家康の生母・於大の方の再婚相手）
- 松平康元（久松俊勝の次男。下総国関宿藩主）
- 松平康俊（久松俊勝の三男。子孫は下総国多古藩主）
- 松平定勝（久松俊勝の四男。伊勢桑名藩主）
- 岡戸半蔵（江戸時代後期の人物）
- 竹内昭夫（法学者）
- 都築忠七（思想史家）
- 井本直樹（元プロ野球選手。現在はスコアラー）
- 竹内雄作（競輪選手）
- 宇藤純久（プロレスラー）
- 髙尾瑠（プロサッカー選手）
- モイセエフ・ニキータ-プロ野球選手（東京ヤクルトスワローズ）